# Guía del cine
La Guía del cine, del historiador y crítico cinematográfico Carlos Aguilar, es el mayor diccionario cinematográfico de películas a escala mundial editado en formato papel y elaborado por un solo autor. Obra de más de tres décadas de gestación, nació en los años 1980 con el título de Gran enciclopedia del video-cine. Perfeccionada luego con el título de Guía del video-cine, que llegó a conocer hasta siete ediciones (la última de ellas acopiaba más de 22.000 títulos), la obra cambió de dirección en 2004, bajo el nuevo título de Guía del cine. Hoy por hoy computa más de 26.500 títulos y es el libro de cine más vendido de España.  

## Evolución de la obra a través de sus títulos
- 1985: Gran enciclopedia del video-cine (Crisis Editorial)
- 1986-2001: Guía del video-cine (Ediciones Cátedra, 7 ediciones)
- 2004-hoy: Guía del cine (Ediciones Cátedra)